# Castell de Biosca
El castell de Biosca o castell roquer de Biosca és una obra del municipi de Biosca (Solsonès) declarada bé cultural d'interès nacional. Perviuen restes de murs amb torricons d'angles i una torre rodona central, és emplaçat al capdamunt del poble, construït sobre la roca vora la confluència del barranc de Granell i de la riera de Biosca. Indret molt estratègic, essent accés natural al Solsonès i al costat del Llobregós, que fou frontera entre àrabs i cristians. També, via de comunicació entre la vall del Segre i la Catalunya central.

## Història
El terme de Biosca es troba documentat des de 1031 en les afrontacions del castell de Fontanet a la marca. Entre els castells que la comtessa Sança d'Aragó, mare del comte Ermengol IV, tenia al Comtat d'Urgell cap al 1067, figura el de Biosca, que formava part del terme del castell del Llor i que estaria sota l'alt domini dels comtes d'Urgell. L'any 1093 el castell apareix en un testament del feudatari Berenguer Brocard, que el deixà al seu germà. El 1106, Guillem Gauspert llega el castell de Biosca a Pere Jospert. Els anys 1117-1140 apareix documentat el cavaller Pere Guillem de Biosca. L'alt domini continuava a mans del comtat d'Urgell.
El 1167 el comte Ermengol VII donà en testament el castell de Biosca al seu fill Ermengol. La castlania requeia el 1172 en Ramon Bernat de Seró, essent el castell propietat del Comte d'Urgell. El 1172 era castlà Ramon Bernat de Seró, casat amb Ermessenda de Biosca, i que ingressà a l'orde de l'Hospital el 1192. La família emparentà amb els Camporrells (1200), que conservaren la senyoria del lloc fins al 1709, quan passà als Delpàs. També fou dels Sacirera i dels marquesos de Santa Maria de Barberà. Al segle xix pervingué als Iglésias.

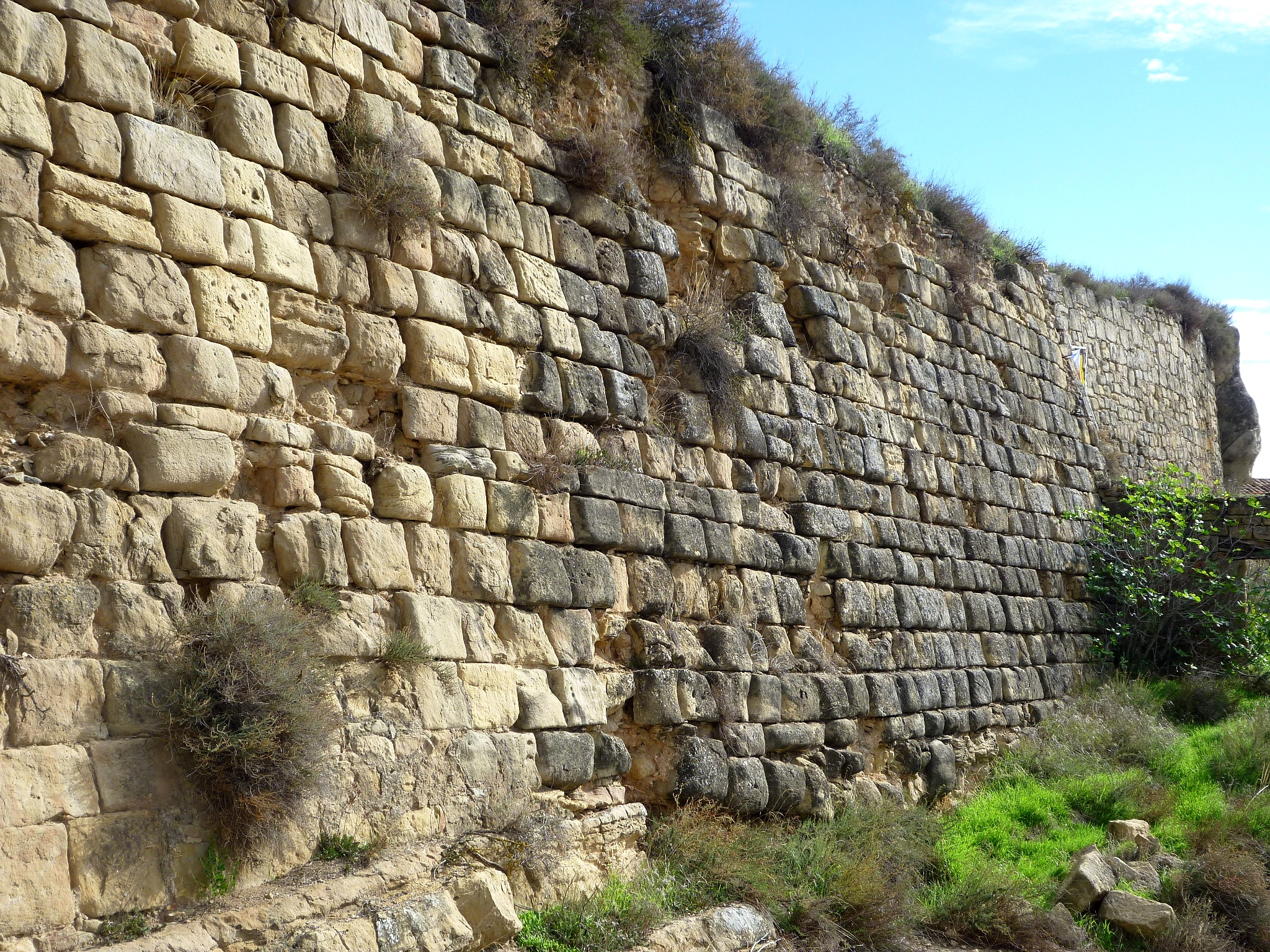
Castell de Biosca. Mur sud (novembre 2012)

Actualment, les fortificacions que romanen són bàsicament les que alçaren els liberals l'any 1839 durant la primera guerra carlina. També la capçalera fou sobrealçada al segle xix i va esdevenir una autèntica torre semicircular integrada a la moderna fortificació.

## Descripció
L'actual castell de Biosca és una gran fortificació de planta rectangular, situada en el pendent meridional de l'elevació on es va edificar. Molt ben conservats, destaquen els murs de tramuntana i llevant, reforçats amb torres rectangulars. No es conserva res del tancament meridional i hi ha alguns vestigis del tancament de ponent on hi ha el punt més alt de la fortalesa amb un rocam de pedra sorrenca, segurament el basament d'una primera torre. Avui solament hi ha encaixos dels fonaments d'estructures de fusta en els quals s'observa encara el picat de l'excavació que no semblen de factura gaire antiga. Algun tram de parament d'aquest sector, part del mur que separa interiorment el castell en dos nivells i algunes filades de la muralla sud-oest podrien ser medievals però la major part del que encara és visible correspon al moment en què es va bastir la darrera fortificació durant la primera guerra Carlina. Les defenses septentrionals són les més modernes, per la tècnica i pel reaprofitament dels carreus. En el nivell inferior, on les restes són escasses, s'hi troba l'antic temple parroquial, corresponent al període altmedieval. La muralla que per l'est tanca la fortalesa és antiga però difícil de datar. La capçalera de l'església fou sobrealçada al segle xix i esdevingué una torre semicircular, integrada a la moderna fortificació.